# Edssjön, Ångermanland
Edssjön är en sjö i Kramfors kommun i Ångermanland och ingår i Nätraån-Ångermanälvens kustområde. Sjön har en area på 0,13 kvadratkilometer och ligger 79,7 meter över havet.

## Delavrinningsområde
Edssjön ingår i det delavrinningsområde (699652-161945) som SMHI kallar för Utloppet av Edssjön. Medelhöjden är 205 meter över havet och ytan är 5,13 kvadratkilometer. Det finns inga avrinningsområden uppströms utan avrinningsområdet är högsta punkten. Vattendraget som avvattnar avrinningsområdet har biflödesordning 2, vilket innebär att vattnet flödar genom totalt 2 vattendrag innan det når havet efter 4,2 kilometer. Avrinningsområdet består mestadels av skog (82 procent). Avrinningsområdet har 0,23 kvadratkilometer vattenytor vilket ger det en sjöprocent på 4,4 procent.